# 神山佐市
神山 佐市（かみやま さいち、1954年8月17日 - ）は、日本の政治家。自由民主党所属の元衆議院議員（3期）。元埼玉県議会議員（3期）。

## 経歴
埼玉県富士見市生まれ。富士見町立富士見台中学校、東京教育大学附属坂戸高等学校を経て、1977年3月、高千穂商科大学商学部卒業。同年3月18日、株式会社埼玉スポーツセンターを設立し、代表取締役社長就任。同年4月21日、有限会社神山代表取締役社長。同年、宅地建物取引士取得。
1999年、埼玉県議会議員選挙。連続3期当選（西6区選出）。
2012年、第46回衆議院議員総選挙で中野清の後継として、埼玉7区に自由民主党から出馬し、初当選。
2014年、第47回衆議院議員総選挙で埼玉7区に自由民主党から出馬し、再選。
2017年、第48回衆議院議員総選挙で埼玉7区に自由民主党から出馬し、3選。
2020年12月、次期衆議院議員総選挙に際し、埼玉7区支部長に埼玉県議会議員の中野英幸（中野清の長男）を選任する事が報じられ神山は比例単独候補となる事が報じられた。
2021年10月31日投開票の第49回衆議院議員総選挙で比例北関東ブロックから名簿順位33位で出馬したものの落選（中野英幸は小選挙区で当選）。

## 政策・主張

### 埼玉県議会議員時代
- 県議時代には、文部科学行政に没頭。少年野球のスポンサーにもなっていた[4]。「教育に関わる部分、県では教育局に力を注ぎました。それまで少年野球などで子供たちに関わる中で、学校の教育のあり方について考えるところがありました。子供たちは親が見ているよりもレベルが高い、それからずるい。そのなかでどう教育をしていかなければいけないか、学問をどうするかというより人間としてどうするかという角度から見て教育の方向性を考えるべきだと発言をしてきました。」としている。「成人式が荒れていた頃でも、私が話をすると結構静かになるような気がします。子供たちはいくら偉い人が挨拶してもガヤガヤするものです。それは神山と少年野球で関わっている人もいて、お世話になったと感じているのかもしれません。」としている[4]。

### 衆議院議員時代

#### 防衛
- 憲法改正に賛成[5]。改正すべき項目に、緊急事態条項、環境権、プライバシー権を挙げた[6]。
- 安保関連法案の成立に賛成[6]。
- 自衛隊の人員・予算を拡充を主張。
- 北朝鮮に対しては対話よりも圧力を優先すべきかという項目には、どちらかといえば賛成[6]。

#### 税制
- 2012年の公開アンケートにおいて、消費税を2014年4月に8%、2015年10月に10%まで引き上げる法律が成立したことについて「引き上げは必要だが、時期は先送りすべきだ」と回答している[5]。
- 2014年の公開アンケートにおいて、「2017年4月に消費税率を10%に引き上げるべきだ」と回答している[7]。
- 2017年の公開アンケートにおいて、消費税を2019年10月に10%に引き上げることについて「賛成」と回答している[8]。
- 「消費税0％の検討」を掲げた『国民を守るための「真水100兆円」令和2年度第2次補正予算に向けた提言』に賛同している[9]。

#### 経済
- 原子力規制委員会の審査に合格した原子力発電所は運転を再開すべきだという項目には賛成[6]。
- 中小零細企業対策として「商店が廃業しシャッター商店街になっているような状況に対し、小規模事業者に支援を継続するということです。地元で買い物ができる場所、それから雇用の場所を確保すれば、大都市に集中している人口が戻ってきます。地域を活性化することが必要です。」としている[4]。

#### 選択的夫婦別姓
- 公式サイトでは、選択的夫婦別姓制度の導入に反対を表明。
- 2014年の調査では「どちらとも言えない」と回答[10]
- 2017年の調査では「どちらかと言えば反対」と回答[11]。
- 2021年1月30日、神山ら自民党国会議員有志50人は、47都道府県議会議長のうち同党所属の約40人に、選択的夫婦別姓の導入に賛同する意見書を採択しないよう求める文書を郵送した。地方議員や市民団体は、地方議会の独立性を脅かす行為だとして神山らを批判した[12][13][14][15]。

#### その他
- 受動喫煙防止を目的に飲食店などの建物内を原則禁煙とする健康増進法改正に反対。2017年2月15日の厚生労働部会において、「民間・業界のこれまでの取り組み、努力を評価すべきだ。たばこは財政への貢献も大きい」と主張した[16]。
- 女性宮家の創設に賛成[5]。

## 人物

### 統一教会との関係
- 2018年7月1日、世界平和統一家庭連合（旧統一教会）が、韓鶴子総裁を主賓に迎えて「日本宣教60周年 2018神日本家庭連合 希望前進決意2万人大会」をさいたまスーパーアリーナで開催した。来賓として、神山、工藤彰三、柳本卓治、三ッ林裕巳、本村賢太郎、宮島喜文の6人の国会議員が招かれた[17]。
- 2021年6月11日、統一教会の関連団体「天宙平和連合」が創設した世界平和国会議員連合の日本の議員連盟「日本・世界平和議員連合懇談会」の総会が衆議院第一議員会館で開催。神山を含む20人の国会議員が出席した[18]。同議連は前年に設立された団体で、初代会長は大野功統だった[19][20]。総会で会長に選出された原田義昭は6月15日、フェイスブックにその旨を記載するとともに、出席議員と国際勝共連合会長の梶栗正義がガッツポーズをする写真を掲載した[18][20]。翌16日、原田は投稿から写真だけ削除した[21]。教団は同年10月の衆院選に立候補した議連参加者を支援し、電話かけなどを熱心に行った[18]。

### その他
- 少林寺拳法5段[4]。
- 2013年の資産公開によると、神山の資産は衆議院議員中で、鳩山邦夫に次いで多く、麻生太郎の4億3623万円をしのぐ9億7445万円だった[22]。
- 2018年の資産公開によると、9億3071万円であり、衆議院議員では最多となった[23]。

## 所属団体・議員連盟
- 自民党たばこ議員連盟[24]
- 世界平和国会議員連合
- 日本会議国会議員懇談会[25]
- 神道政治連盟国会議員懇談会[25]
- みんなで靖国神社に参拝する国会議員の会[25]
- 時代に適した風営法を求める議員連盟（パチンコ議連）
- Maas推進議連（モビリティと交通の新時代を創る議員の会）